# Hermann H. Wetzel
Hermann Hubert Wetzel (* 27. Juli 1943 in Tübingen) ist ein deutscher Romanist.

## Leben
Er studierte Romanistik, Germanistik, Geschichte und Philosophie in Tübingen, Wien, Florenz und Tübingen. 1969 wurde er wissenschaftlicher Assistent in Mannheim. Nach der Promotion zum Dr. phil. in Tübingen 1971 und der Habilitation an der Universität Mannheim 1983 hatte er vor seiner Emeritierung seit 1994 den Lehrstuhl für Romanische Philologie an der Universität Regensburg inne.

## Schriften (Auswahl)
- Märchen in den französischen Novellensammlungen der Renaissance. Berlin 1974, ISBN 3-503-00769-5.
- Die romanische Novelle bis Cervantes. Stuttgart 1977, ISBN 3-476-10162-2.
- Rimbauds Dichtung. Ein Versuch, „die rauhe Wirklichkeit zu umarmen“. Stuttgart 1985, ISBN 3-476-00579-8.
- Lyrikanalyse für Romanisten. Eine Einführung. Berlin 1974, ISBN 3-503-15591-0.

| Personendaten    | Personendaten          |
| ---------------- | ---------------------- |
| NAME             | Wetzel, Hermann H.     |
| ALTERNATIVNAMEN  | Wetzel, Hermann Hubert |
| KURZBESCHREIBUNG | deutscher Romanist     |
| GEBURTSDATUM     | 27. Juli 1943          |
| GEBURTSORT       | Tübingen               |